# Uhlovica-barlang
Az Uhlovica-barlang (bolgárul: пещера „Ухловица”) Bulgáriában található, a Rodope-hegységben, Uhlovica településen. A község neve – mely egyben a barlang neve is – etimológiailag vélhetőleg az ululica (улулица) szóra vezethető vissza, amely a bagolyfélék egy nemét, az úgynevezett Strixeket jelenti bolgárul. Ezek közé tartozik pl. a macskabagoly (Strix aluco) is. 
Az Uhlovica-barlangot a Csepelarei Barlangász Klub tagjai tárták fel 1969-ben. A kutatók szerint ez a barlang a Rodope-hegység egyik legidősebb ilyen jellegű képződménye, körülbelül 3,5 millió éve alakulhatott ki. A barlang bejárata 1040 méteres tengerszínt feletti magasságban nyílik, hossza mindössze 460 méter, ebből az utcai ruhás látogatók számára bejárható szakasz 330 méter. Híresek az itt található korallitok (korallszerű cseppkövek), illetve a Fehér-vízesés nevű tekintélyes méretű cseppkőképződmény (cseppkőlefolyás). A barlangnak két szintje van. A felső szint legérdekesebb terme a Szakadékok-csarnoka, innen négy mélybenyúló szakadék vezet a barlang alsó szintjére. A látogatók fém lépcsősorok segítségével győzik le ezt a mélységet. A barlangban van több tavacska is, ezeket a tavaszi hóolvadás tölti fel vízzel. 
Az Uhlovica-barlangot 1984-ben nyitották meg a nagyközönség előtt. A barlang bejáratához meredek lépcsősor vezet, itt 180 lépcsőfok várja a látogatókat. A barlangon belül 280 lépcsőfok található. A barlangban a hőmérséklet 10-11 Celsius-fok.

## Fordítás
- Ez a szócikk részben vagy egészben  a(z)   Ухловица című bolgár Wikipédia-szócikk fordításán alapul.  Az eredeti cikk szerkesztőit annak laptörténete sorolja fel. Ez a jelzés csupán a megfogalmazás eredetét és a szerzői jogokat jelzi, nem szolgál a cikkben szereplő információk forrásmegjelöléseként.